# Гранд-Титон (национальный парк)
Гранд-Титон (англ. Grand Teton National Park) — национальный парк в США, на северо-западе штата Вайоминг. Имеет площадь около 130 000 га и включает большую часть горного хребта Титон и северную часть долины Джексон-Хоул. Гранд-Титон расположен всего в 16 км к югу от национального парка Йеллоустон. Два парка соединены территорией, известной как Мемориальная аллея им. Джона Дэвисона Рокфеллера, которая также управляется администрацией парка Гранд-Титон. Территории обоих национальных парков, а также примыкающие к ним национальные леса и прочие природоохранные зоны образуют экосистему Большой Йеллоустон с площадью около 7 300 000 га, которая является одной из крупнейших сохранившихся экосистем в мире, расположенных в средних широтах.
Первые люди появились на территории современного парка около 11 000 лет назад. Это были кочевники, охотники и собиратели, которые мигрировали в данный регион в тёплые месяцы года для того, чтобы найти пищу и материал для изготовления орудий труда. В начале XIX века в район хребта Титон пришли первые европейцы, которые встретили здесь восточные племена шошонов. В период с 1810 по 1840 годы регион посетили несколько экспедиций трапперов. Организованные экспедиции, финансируемые правительством США, начались только со второй половины XIX века, как дополнительные ответвления экспедиций, посылаемых на реку Йеллоустон. Первые поселенцы появились в долине Джексон-Хоул только в 1880-х годах. Национальный парк Гранд-Титон был создан в 1929 году, включая в себя большую часть хребта Титон. Долина Джексон-Хоул находилась в частной собственности вплоть до 1930-х годов, когда земля там начала выкупаться Джоном Дэвисоном Рокфеллером младшим с целью последующей передачи национальному парку. Несмотря на то, что общественное мнение и конгресс высказывались против, в 1943 году на территории долины был объявлен национальный памятник природы Джексон-Хоул. Памятник природы стал частью национального парка Гранд-Титон в 1950 году.
Парк получил своё название от имени самой высокой горы в хребте Титон, высота которой составляет 4199 м над уровнем моря и 2100 м над уровнем долины Джексон-Хоул. На территории парка расположены многочисленные озёра, крупнейшее из которых, Джексон, имеет длину 24 км. Крупнейшей рекой парка является Снейк, принимающая все ручьи, стекающие с гор в долину Джексон-Хоул. В районе хребта Титон имеется более 10 небольших ледников. Природа парка находится в почти нетронутом состоянии. В Гранд-Титон обитают более 1000 видов сосудистых растений, 300 видов птиц, 61 вид млекопитающих, 4 вида пресмыкающихся, 6 видов земноводных и тысячи видов насекомых. Парк является популярным местом для посещения и предлагает различные виды отдыха. Имеется развитая туристическая инфраструктура, включающая более 1000 мест для кемпинга, 320 км пешеходных маршрутов, несколько информационных центров и гостевых комплексов.

## История

### Первые люди

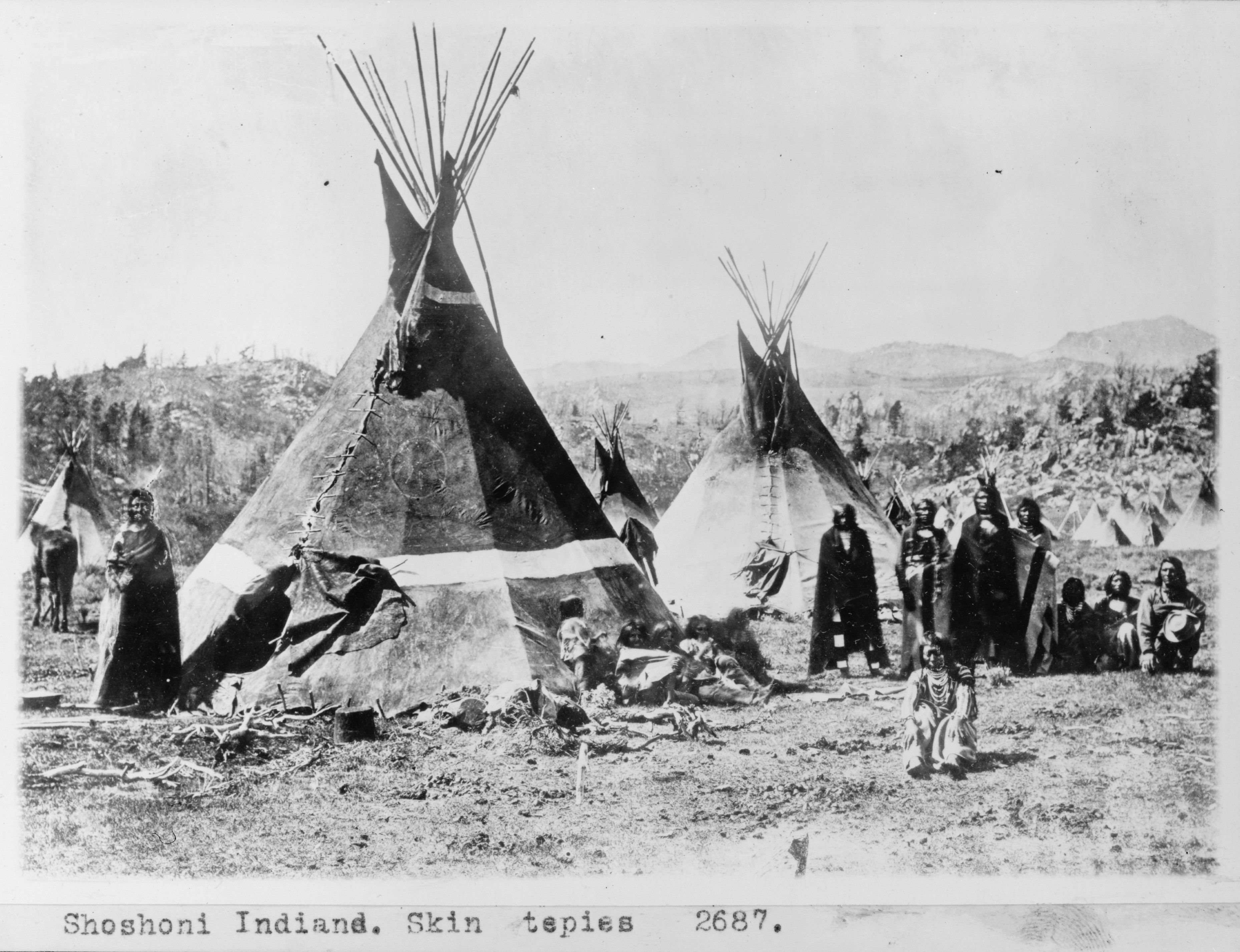
Шошоны возле традиционного жилища (типи), около 1890 года

Первые свидетельства о присутствии на территории современного парка палеоиндейцев относятся к периоду более 9000 лет до н. э.. Климат в районе долины Джексон-Хоул был в то время более альпийским и холодным, чем сегодня. Первые люди, приходившие в эти места, были охотниками и собирателями, которые проводили летние месяцы в долине Джексон-Хоул, а на зиму мигрировали в долины к западу от хребта Титон. Вдоль берегов озера Джексон найдены многочисленные орудия труда, одно из которых того же типа, что и орудия культуры Кловис, а свидетельства присутствия данной культуры обычно датируются периодом как минимум 9,5 тысяч лет до н. э. Некоторые орудия сделаны из обсидиана, который, как показал химический анализ, был добыт недалеко от современного перевала Титон, к югу от парка Гранд-Титон. Несмотря на то, что обсидиан можно добыть и к северу от Джексон-Хоул, все найденные наконечники копий были получены из обсидиана с юга, что доказывает то, что сезонные миграции палеоиндейцев проходили именно в этом направлении. Можно отметить также, что лоси в данном регионе до сегодняшнего дня сохраняют сходные пути миграции. За весь период с 9000 г. до н. э. до 1500 г. н. э. существует крайне мало свидетельств об изменении маршрутов миграции коренного населения региона, а также нет никаких доказательств о существовании постоянных поселений.
Когда первые американские исследователи и первопроходцы пришли в район Гранд-Титон в первое десятилетие XIX века, то они встретились с восточными племенами шошонов. Большая часть шошонов, проживающих в горах, на тот момент не использовали лошадь, тогда как племена, жившие ниже, в долинах, использовали лошадей довольно ограниченно. Шошоны проживающие в горах были известны как «бараноеды» или «тукудика», как они сами себя называли, что объясняется тем, что основой их рациона были снежные бараны. Шошоны продолжали использовать те же пути миграции, что и их предки. Отмечается также присутствие некой духовной связи шошонов с хребтом Титон. Шошоны из районов Титон и Йеллоустон были переселены в резервацию Уинд-Ривер, после того как она была создана в 1868 году. Резервация располагается в 160 км к югу от долины Джексон-Хоул, на земле, которая была выбрана вождём Вашаки.

### Первопроходцы и торговцы пушниной

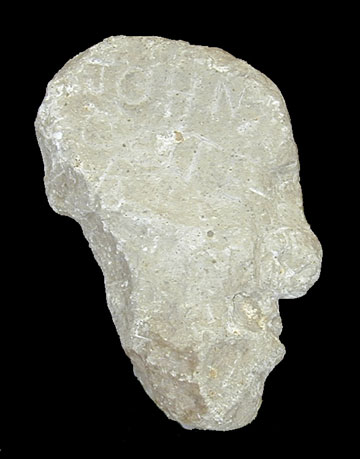
«Камень Колтера», найденный в 1931 году на одном из полей в Айдахо

Экспедиция Льюиса и Кларка 1804-06 годов проходила к северу от региона Гранд-Титон. Во время их возвращения с побережья Тихого океана, один из участников экспедиции, Джон Колтер, присоединился к двум трапперам, которые направлялись на запад за бобровыми шкурками. Колтер также был впоследствии нанят Мануэлем Лизой для того, чтобы возглавить группу трапперов и исследовать регион вдоль реки Йеллоустон. Зимой 1807-08 годов Колтер прошёл через долину Джексон-Хоул и, вероятно, был первым некоренным жителем, увидевшим хребет Титон. Составляя карту по итогам предпринятой экспедиции, Уильям Кларк использовал и данные, полученные Колтером, после того, как они встретились в Сент-Луисе в 1810 году. На другой карте Кларка отмечено, что Джон Колтер зашёл в долину Джексон-Хоул с северо-востока, пересёк континентальный водораздел по перевалу Тогуоти либо Юнион и покинул регион, пройдя через перевал Титон. «Камень Колтера» (камень, вырезанный в форме головы с надписью «Колтер» на одной стороне и «1808» — на другой) был обнаружен в 1931 году на поле в городке Тетония, штат Айдахо, к западу от перевала Титон. Нет доказательств действительно ли «Камень Колтера» был создан Джоном Колтером, а не многочисленными экспедициями, проходившими через регион после него.
Джон Колтер обычно считается первым маунтинменом и, как и все те, кто проходил через Джексон-Хоул в последующие три десятилетия, он организовывал свои экспедиции, прежде всего с целью найти места, богатые пушниной. Экспедиция Астора прошла через перевал Титон и вышла с восточной стороны долины в 1812 году. После 1810 года американские и британские торговые компании соревновались за контроль торговли пушниной в Северной Америке. Конец конкуренции в данном регионе положил Орегонский договор 1846 года, объявивший эту территорию частью США. Экспедиция, организованная британской Северо-Западной компанией и возглавляемая первопроходцем Дональдом Маккензи, была предпринята в 1818-19 годах. Многие географические объекты региона были, вероятно, названы франкоязычными ирокезами или канадскими трапперами французского происхождения в ходе экспедиции Маккензи. Французское название «Ле Труа Титонс» было впоследствии сокращено до «Титонс».
В 1820 году была создана Меховая компания Скалистых гор, которую возглавляли Джедедайя Смит, Уильям Саблетт и Дэвид Эдвард Джексон. С 1826 по 1830 годы Джексон руководил экспедициями трапперов в регион Титон. Именно в честь него Саблетт назвал долину к востоку от хребта Титон «Джексон-Хоул». Тем временем спрос на бобра начал снижаться, а многие районы Американского Запада были почти полностью лишены бобра из-за чрезмерной охоты. Это привело к разорению многих меховых компаний, хотя отдельные трапперы продолжали бобровую охоту вплоть до 1840 года. С середины 1840-х до 1860-х годов хребет Титон и долина Джексон-Хоул были почти полностью лишены населения за исключением небольшой группы коренного населения, которая всё ещё здесь оставалась. Переселенческие тропы, такие как Орегонская и Мормонская, пересекали водораздел через Южный перевал. Таким образом, европейское влияние в регионе Гранд-Титон было минимальным вплоть до организованных экспедиций, финансируемых правительством США.

### Организованные экспедиции и поселенцы

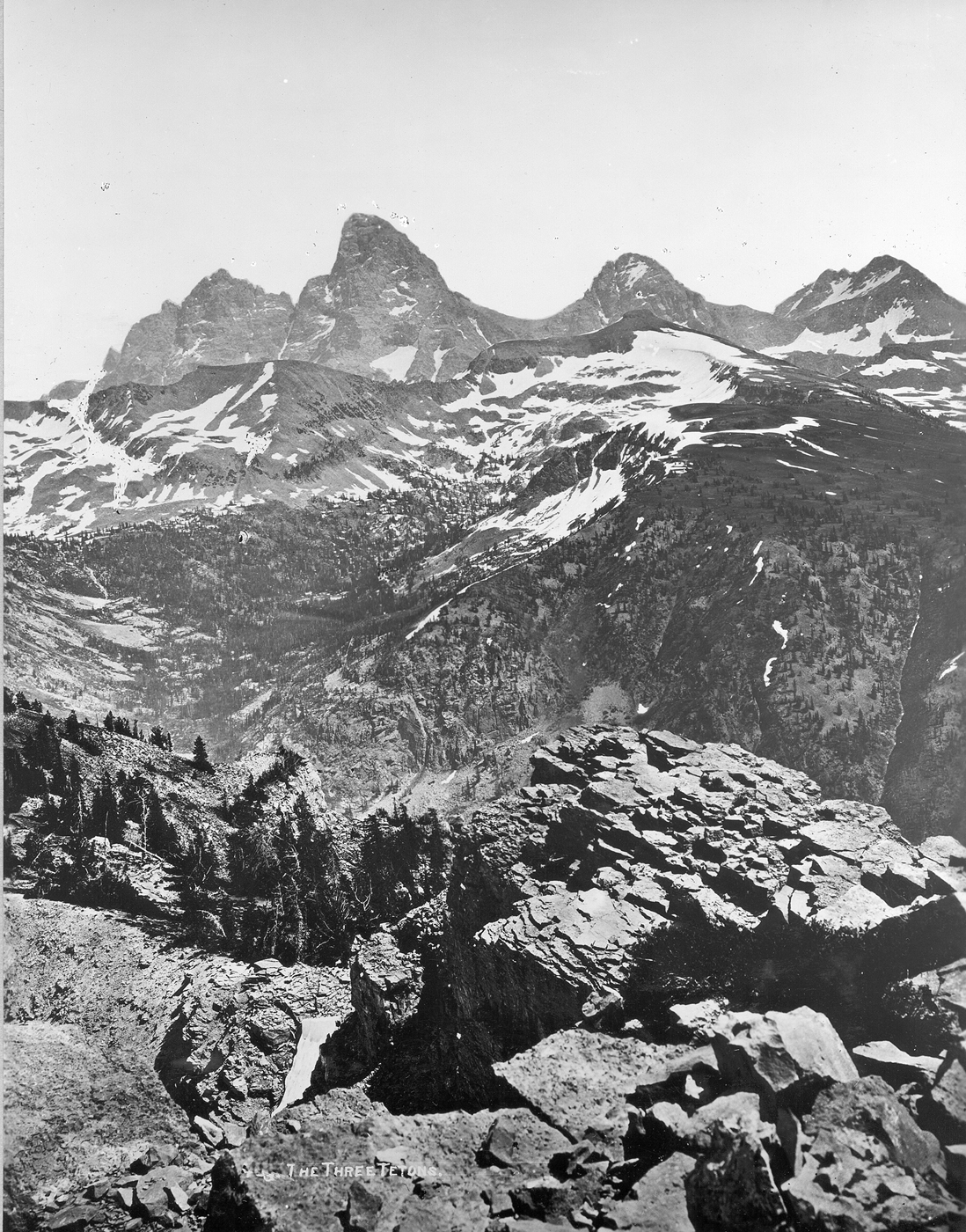
Одна из наиболее ранних фотографий хребта Титон, сделанная в 1872 году Уильямом Генри Джексоном

Первой организованной экспедицией, вошедшей в долину Джексон-Хоул, была экспедиция Райнольдса 1859-60 годов. Возглавляемая капитаном армии США Уильямом Райнальдсом, экспедиция включала их проводника, маунтинмена Джима Бриджера, а также геолога Фердинанда Гайдена, который впоследствии сам возглавит несколько экспедиций в регион. Экспедиции было поручено исследование региона Йеллоустон, однако она столкнулась с рядом трудностей, связанных с пересечением перевалов из-за большого количества снега. Бриджер увёл экспедицию к югу, провёл через перевал Юнион, а затем вдоль реки Грос-Вентр, после чего вывел из региона через перевал Титон. Экспедиции были прекращены на период Гражданской войны, однако вновь возобновлены Гайденом в 1871 году. В 1872 году Гайден проводил геологические исследования в районе Йеллоустона, а часть его экспедиции, возглавляемая Джеймсом Стивенсоном, изучала регион Титон. Вместе со Стивенсоном тогда был фотограф Уильям Генри Джексон, сделавший первые фотографии горного хребта Титон. Экспедиция Гайдена дала названия множеству гор и озёр региона, однако так и не выявила каких-либо экономически значимых месторождений полезных ископаемых. Тем не менее, небольшие группы старателей впоследствии производили добычу на некоторых ручьях и реках региона. К 1900 году любые попытки найти здесь полезные ископаемые были оставлены. Первые поселенцы начали селиться в долине Джексон-Хоул, к востоку от хребта Титон, в 1884 году. Это были главным образом одинокие мужчины, которые встретили здесь долгие зимы и каменистую почву, которую было трудно обрабатывать. Основой жизни этих людей стала заготовка сена и скотоводство. К 1890 году постоянное население долины Джексон-Хоул насчитывало только 60 человек. Переправа Менора через реку Снейк была основана в 1892 году, недалеко от современного городка Мус, и обеспечивала повозкам возможность переправиться на западный берег реки. Число поселенцев значительно возросло в период с 1890 по 1920 годы, однако спад в сельскохозяйственной отрасли в начале 1920-х годов оставил многих поселенцев без средств к существованию и вынудил покинуть данный регион. В 1920-х были улучшены дороги, ведущие в долину Джексон-Хоул через перевалы Титон и Тонгуоти, чтобы они могли соответствовать возрастающему транспортному потоку. В регионе начала получать развитие туристическая отрасль.

### Создание национального парка
Национальный парк Йеллоустон, расположенный к северу от Гранд-Титон, был основан в 1872 году, и в конце XIX века многие защитники окружающей среды высказывались за расширение территории парка настолько, чтобы он включал хребет Титон. В 1907 году Бюро мелиорации США строит плотину на реке Снейк, вблизи того места, где она вытекает из озера Джексон. Дамбу прорвало уже в 1910 году, после чего, в 1911 году она была заменена новой плотиной. В 1916 году дамба была вновь увеличена в размерах, за счёт чего уровень озера Джексон поднялся ещё на 12 метров. Плотина была построена в рамках проекта Минидока для обеспечения орошения полей в штате Айдахо. Дальнейшие планы по строительству плотин близ других озёр в районе хребта Титон встревожили управляющего парком Йеллоустон Гориса Олбрайта, который предпринимал различные меры для приостановления этих планов. Население долины Джексон-Хоул было против расширения парка Йеллоустон, однако положительно восприняло идею о создании отдельного парка, включающего хребет Титон и шесть озёр у подножия гор. После одобрения Конгресса президент Калвин Кулидж подписал указ о создании 26 февраля 1929 года национального парка Гранд-Титон с площадью 39 000 га.

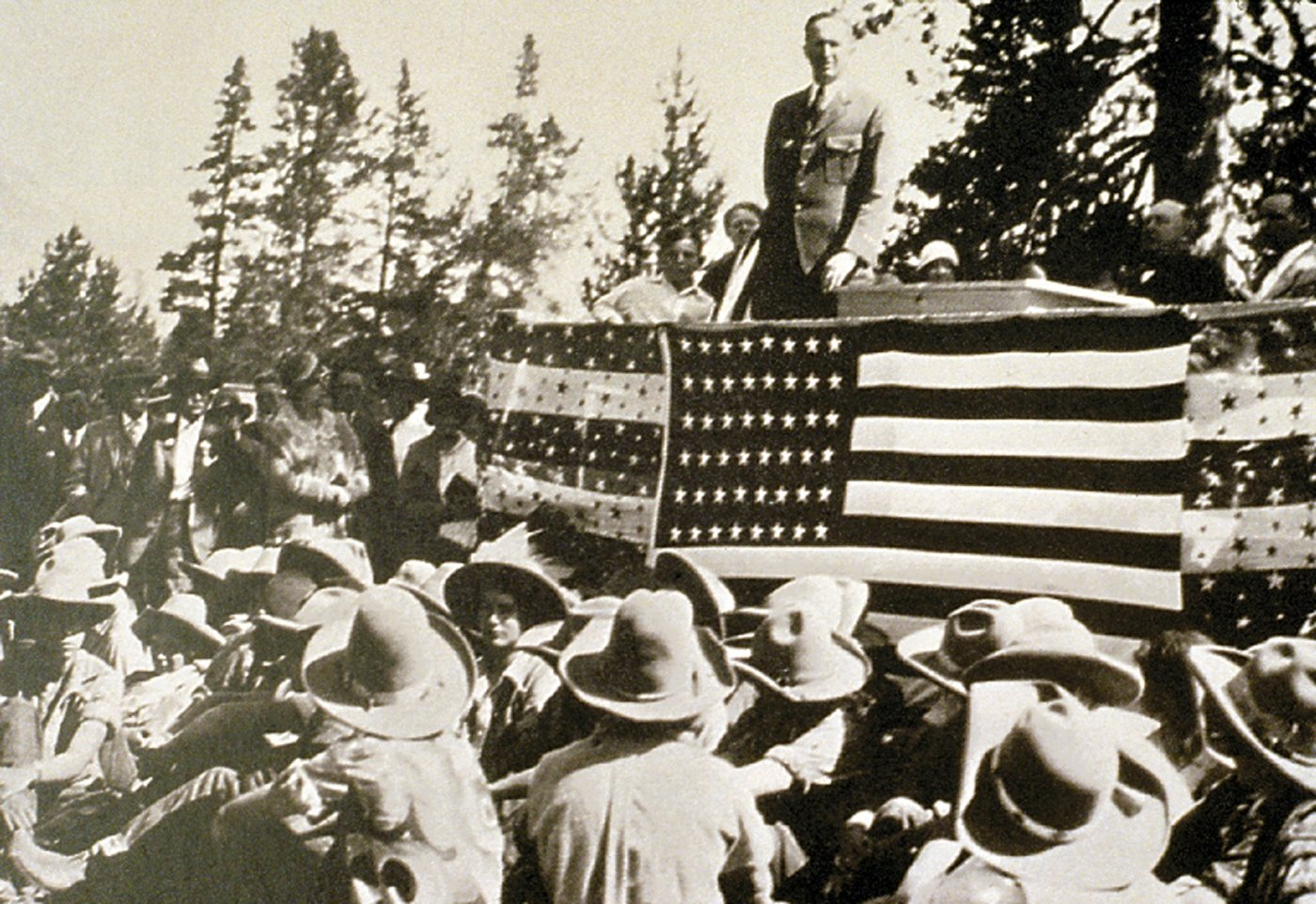
Провозглашение национального парка Гранд-Титон в 1929 году

На момент, когда Джон Дэвисон Рокфеллер младший посетил данный район в конце 1920-х годов, большая часть долины Джексон-Хоул по-прежнему оставалась в частной собственности. Горис Олбрайт и Рокфеллер обсудили способы сохранения долины от коммерческой деятельности, после чего Рокфеллер начал скупать собственность в Джексон-Хоул через компанию Снейк-Ривер-Ленд (Snake River Land Company) с целью последующей её передачи Службе национальных парков США. В 1930 году этот план был представлен населению региона и встретил с их стороны сильное неодобрение. Конгресс США в свою очередь предпринимает всяческие попытки, препятствующие расширению парка. К 1942 году Рокфеллер был чрезвычайно взволнован, что выкупленная им собственность никогда не будет включена в состав национального парка. Он пишет министру внутренних дел США, Гарольду Икесу, что рассматривает возможность продажи земли другой стороне. Икес рекомендует президенту страны, Франклину Рузвельту, воспользоваться законопроектом, который позволяет президенту создавать природоохранную территорию без одобрения конгресса, что и было использовано для провозглашения национального памятника природы Джексон-Хоул. Рузвельт создаёт национальный памятник природы с площадью 89 000 га в 1943 году, используя землю, пожертвованную компанией Снейк-Ривер-Ленд и добавив к ней дополнительную территорию от национального леса Титон. Территория памятника природы и национального парка примыкали друг к другу и управлялись администрацией парка, однако уровень защиты окружающей среды в памятнике природы был на порядок ниже. Кроме того, члены конгресса неоднократно пытались отменить указ об основании нового памятника природы.
После Второй мировой войны общественное мнение было за присоединение памятника природы к национальному парку и, несмотря на противостояние со стороны местных властей, в 1950 году памятник был присоединён. В 1972 году участок земли между парками Гранд-Титон и Йеллоустон с площадью 9700 га был передан в ведение Службы национальных парков США. В знак признательности Рокфеллеру, этот участок и дорога, проходящая по нему, были названы Мемориальной аллеей им. Джона Дэвисона Рокфеллера. Кроме того, семейство Рокфеллеров имело ранчо на южной границе парка, которое оно передало администрации парка в 2007 году, после чего, 21 июня 2008 года, на данной территории был основан заповедник Лоренс С. Рокфеллер.

### История альпинизма

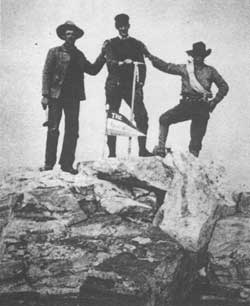
Фото, сделанное Уильямом Ауэном в 1898 году на вершине горы Гранд-Титон

В ходе последней четверти XIX столетия хребет Титон является популярным местом для альпинистов, желающих прославиться покорением вершин. Однако, все эти люди, вероятно, не были первыми, и даже вершина Гранд-Титон была покорена задолго до этого коренным населением региона. Доказательства этого включают различные следы присутствия здесь людей, одно из которых представляет собой строение известное как «Ограда» (The Enclosure), располагающееся примерно в 160 м ниже вершины Гранд-Титон. Участники экспедиции Гайдена 1872 года, Натаниэль Лэнгфорд и Джеймс Стивенсон, обнаружили «Ограду» в ходе своих ранних попыток подняться на вершину. Они сообщили, что достигли вершины Гранд-Титон, однако это заявление по-прежнему остаётся спорным. Информация, сообщённая ими, не была подтверждена последующими экспедициями и есть основания полагать, что на самом деле Лэнгфорд и Стивенсон не продвинулись выше «Ограды». Первое подтверждённое восхождение на гору было предпринято Уильямом Ауэном, Франком Петерсоном, Джоном Шивом и Франклином Спенсером Спалдингом 11 августа 1898 года. Ауэн в своих записях дискредитировал заявление Лэнгфорда и Стивенсона и заявил, что в 1872 году они достигли только «Ограды». Несогласие между группами, кто же первым достиг вершины Гранд-Титон, возможно, является крупнейшим спором в истории американского альпинизма. С 1898 по 1923 годы не было ни одного зарегистрированного восхождения на вершину Гранд-Титон.
К середине 30-х годов XX века было разработано более дюжины маршрутов восхождения на Гранд-Титон, включая маршрут по северо-восточному кряжу, по которому прошёл в 1931 году Гленн Эксум. Все другие значительные вершины хребта также были покорены к концу 30-х годов, включая гору Моран (в 1922 году) и гору Ауэн (в 1930 году). Вершины Мидл-Титон и Саут-Титон были покорены в один и тот же день, 29 августа 1923 года, группой альпинистов, возглавляемой Альбертом Эллингвудом.

## Администрация парка
Парк Гранд-Титон входит в десятку самых посещаемых национальных парков США со средним годовым количеством посетителей 2,5 млн человек. Администрация национального парка является федеральным агентством министерства внутренних дел США; в её ведении находится сам национальный парк и мемориальная аллея им. Джона Дэвисона Рокфеллера. Национальный парк содержит в среднем 100 постоянных и 180 сезонных работников. Кроме того, парк заключил 27 договоров с организациями, осуществляющими на его территории различные виды услуг, такие как обеспечение питания и проживания посетителей, альпинизм, рыбалка, водное такси на озере Дженни и др. Кроме того, парк работает в тесном сотрудничестве с такими федеральными агентствами как Лесная служба США, Служба охраны рыболовства и диких животных США, Бюро мелиорации, а также, ввиду того, что на территории парка находится аэропорт Джексон-Хоул, с Федеральным управлением гражданской авиации США. Изначально, строительство взлётно-посадочной полосы к северу от города Джексон началось ещё в 1930-х годах. Когда был основан национальный памятник природы Джексон-Хоул, то полоса оказалась на его территории, а впоследствии — на территории парка. Таким образом, Джексон-Хоул становится единственным коммерческим аэропортом, расположенным на территории национального парка США. В аэропорте осуществляются одни из самых строгих правил по снижению шума среди всех аэропортов страны.
По данным на 2010 год на территории национального парка располагаются 110 объектов частной собственности, большая часть которых принадлежит штату Вайоминг. В партнёрстве с другими организациями продолжаются попытки приобрести либо выменять эти объекты на другие федеральные земли. Имеющаяся на данный момент сумма в 10 миллионов долларов, предназначенная для приобретения, скорее всего, будет увеличена к 2016 году. Попытки по обмену объектов частной собственности на другие федеральные земли по состоянию на 2012 год всё ещё находятся в стадии переговоров.

## География

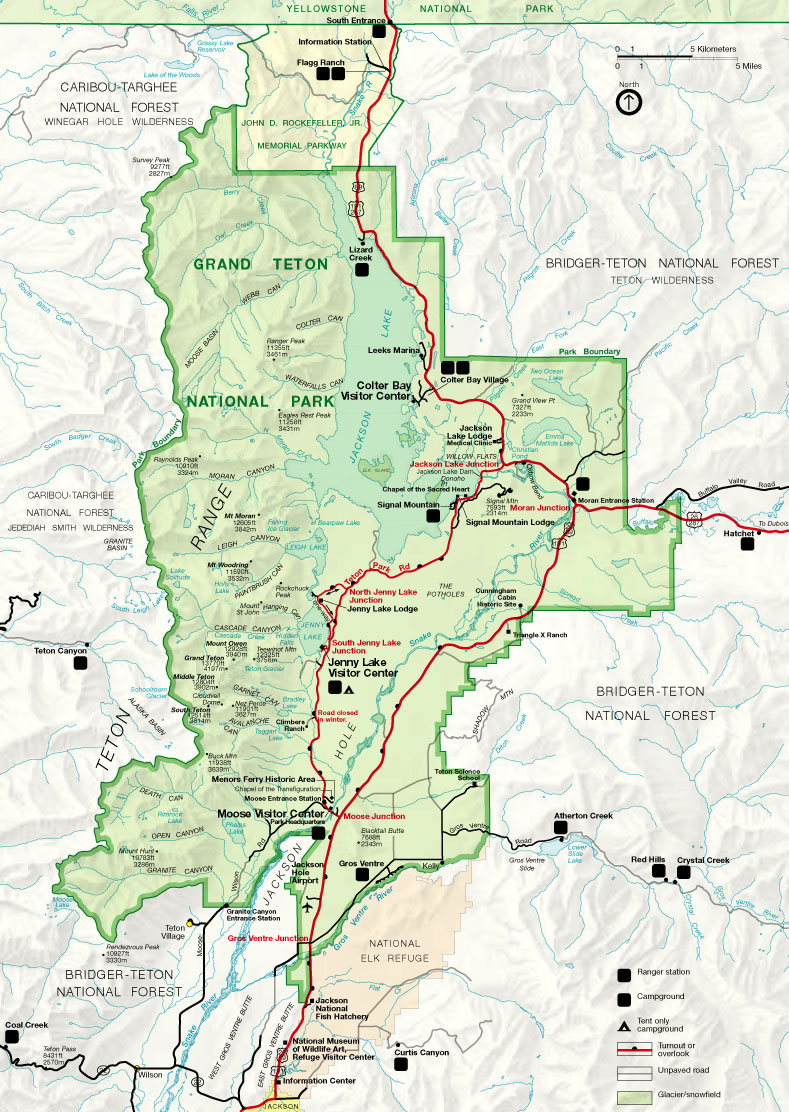
Карта национального парка Гранд-Титон

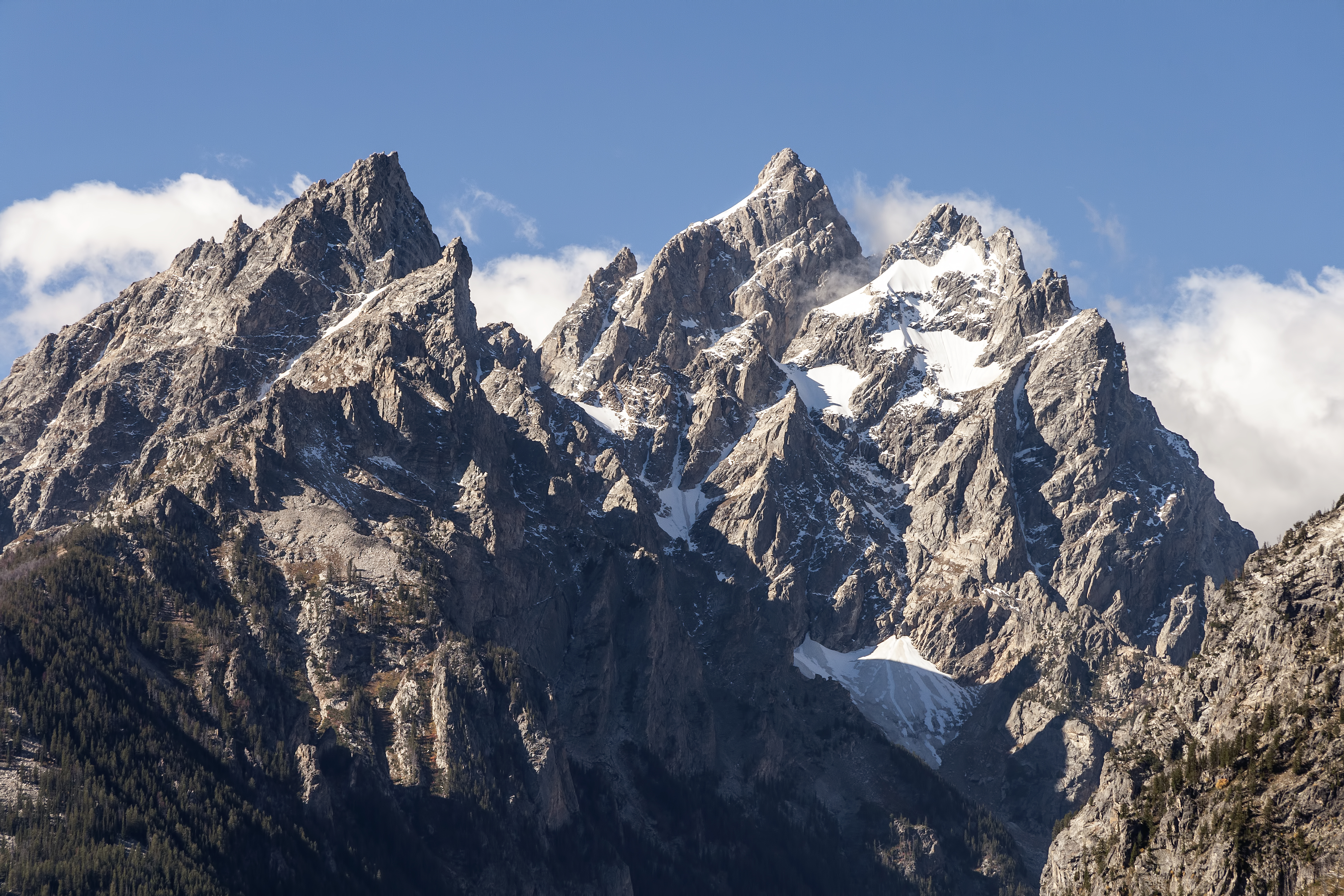
Соборная группа. Вершины слева направо: Тивинот, Типи-Пиллар, Гранд-Титон и Ауэн

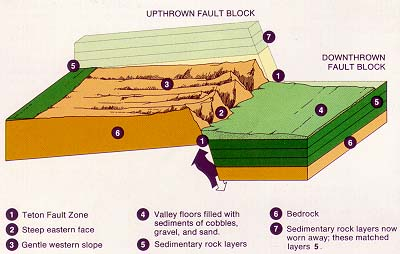
Схема строения разлома Титон и движения блоков

Национальный парк Гранд-Титон расположен в северо-западной части штата Вайоминг. На севере территория парка граничит с Мемориальной аллеей им. Джона Дэвисона Рокфеллера, которая также управляется администрацией парка. Шоссе с тем же названием начинается на южной границе парка Гранд-Титон и соединяет её с парком Йеллоустон. Национальный парк занимает территорию в 130 000 га, тогда как Национальная аллея имеет площадь 9600 га. На территории парка находятся большая часть долины Джексон-Хоул и хребта Титон. Вдоль западной границы парка находятся пустошь им. Джедедайи Смита и национальный лес Карибу-Тарги, которые включают западные склоны хребта. К северо-востоку и востоку от парка располагаются пустоши Титон и Грос-Вентр, а также национальный лес Бриджер-Титон. Лосиный заповедник располагается к юго-востоку от парка и представляет собой место зимовки местной популяции лосей. С юга и юго-запада парк граничит с частными землями. Вместе с национальным парком Йеллоустон и другими прилегающими природоохранными территориями парк Гранд-Титон является частью экосистемы Большой Йеллоустон с общей площадью 7 300 000 га (73 000 км²). Большой Йеллоустон является одной из крупнейших нетронутых экосистем на Земле, расположенных в средних широтах. Национальный парк Гранд-Титон расположен в 470 км по дороге от города Солт-Лейк-Сити, штат Юта, и в 890 км от города Денвер, штат Колорадо.

### Хребет Титон
Будучи самым молодым хребтом скалистых гор, Титон начал формироваться всего 6-9 млн лет назад. Хребет проходит почти точно в меридиональном направлении вдоль активного разлома. Восточные склоны круто обрываются к долине Джексон-Хоул, а западные склоняются более полого к долине Титон. Западный блок разлома поднимается, а восточный — опускается, смещаясь в среднем на 0,3 м за каждые 300—400 лет. Большая часть этого смещения происходила за последние 2 млн лет. Тем не менее, хотя разлом испытывал землетрясения магнитудой 7,5 начиная с момента своего формирования, в исторический период он был относительно спокоен, и после 1850 года было отмечено лишь несколько землетрясений с магнитудой 5,0 и более.
Помимо вершины Гранд-Титон, высота которой составляет 4199 м над уровнем моря, в хребте имеется ещё 9 вершин с высотой более 12 000 футов (3658 м). 8 из этих вершин, расположенных между каньонами Аваланчи и Каскейд образуют довольно хорошо известную Соборную группу (Cathedral Group). К северу от каньона Каскейд расположена гора Моран, которая возвышается на 3842 м над уровнем моря и на 1746 м над уровнем озера Джексон. К северу от горы Моран хребет постепенно переход в высокогорное плато Йеллоустон. К югу от Соборной группы хребет Титон сужается вблизи перевала Титон и примыкает к хребту Снейк-Ривер. Каньоны, идущие на запад и на восток, представляют собой наиболее удобный способ добраться в центральную часть хребта пешком, где нет автомобильных дорог за исключением той, которая проходит через перевал Титон, к югу от парка. Сходя с более высоких территорий, ледник создал в районе хребта более десятка U-образных долин.

### Джексон-Хоул
Джексон-Хоул представляет собой долину, сформированную грабеном. Она составляет 89 км в длину, от 9,7 до 21 км в ширину и имеет среднюю высоту 2100 м над уровнем моря. У долины почти плоский рельеф с постепенным небольшим повышением высот в направлении с юга на север. Самая низкая часть долины составляет 1940 м над уровнем моря и находится близ южной границы парка. В то же время, на дне долины имеется несколько останцов, таких как Блэктейл и холмов, таких как Сигнал. Помимо этих неровностей, геологическая деятельность реки Снейк сформировала в долине Джексон-Хоул террасы. К юго-востоку от озера Джексон имеются многочисленные гляциальные депрессии.

### Реки и озёра
Большая часть озёр, расположенных на территории парка, находятся у подножья хребта и имеют ледниковое происхождение. Крупнейшим озером парка является озеро Джексон, которое расположено в северной его части и имеет 24 км в длину, 8 км в ширину и 134 м в глубину. Тем не менее, хотя озеро является естественным, на реке Снейк, вытекающей из него, ещё до образования парка была построена плотина, вследствие чего уровень озера поднялся на 12 м. К востоку от гостевого комплекса Джексон-Лейк расположены озёра Эмма-Матильда и Ту-Оушин. К югу от озера Джексон находятся озёра Лейг, Дженни, Брэдли, Таггарт и Фелпс, которые располагаются в отрогах каньонов. В районе хребта Титон имеется множество маленьких озёр, расположенных в карах — чашеобразных котловинах в приповерхностной части гор. Так, озеро Солитьюд расположено в каре у вершины каньона Каскейд, на высоте 2754 м. Другие высокогорные озёра расположены на высоте более 3000 м, а несколько, такие как озеро Айсфлу, скованы льдом большую часть года. На территории национального парка нет ни одного крупного водопада. Тем не менее, к западу от озера Дженни имеется небольшой водопад Хидден-Фолс, высота которого составляет 30 м.
Начинаясь в районе плато Ту-Оушинс, на территории национального парка Йеллоустон, река Снейк пересекает территорию парка Гранд-Титон с севера на юг, протекая через озеро Джексон. Ниже озера на реке имеется плотина, после которой Снейк продолжает течь на юг, через долину Джексон-Хоул, выходя с территории парка к западу от аэропорта Джексон-Хоул. Через все другие крупные озёра парка также протекает либо непосредственно река Снейк, либо её притоки. Крупнейшими притоками Снейк здесь являются реки Пасифик-Крик и Буффало-Крик близ городка Моран, а также река Грос-Вентр — на южной границе парка. Спускаясь по долине Джексон-Хоул, река Снейк имеет градиент 19 футов на милю (5,8 м на 1,6 км), тогда как другие реки и ручьи, спускающиеся в долину с гор, имеют более значительные градиенты. В местах, где градиент менее всего, река Снейк создаёт протоки и каналы, а в местах, где градиент максимален — вымывает в материале, отложенном некогда ледником, террасы.

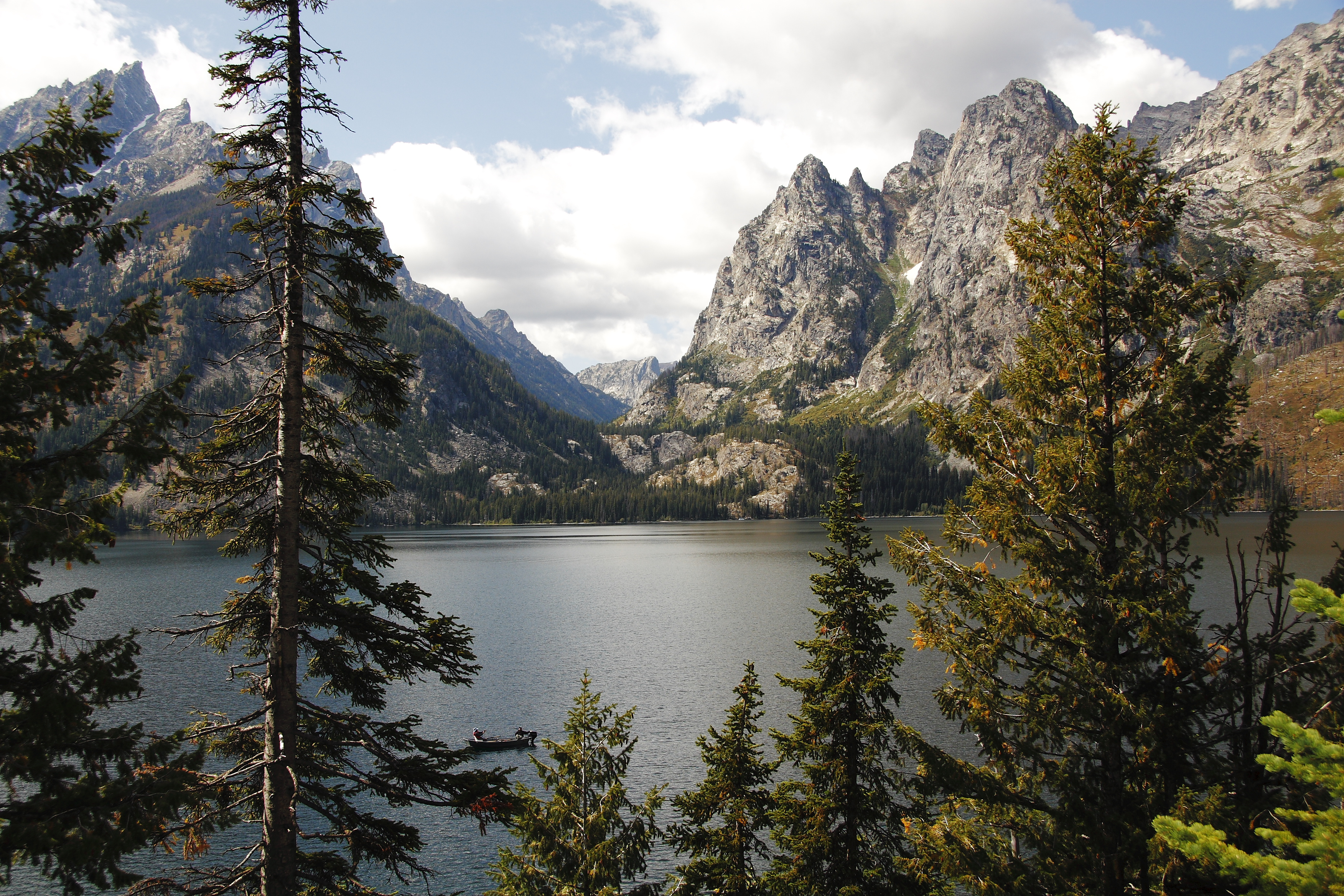
Вид на озеро Дженни
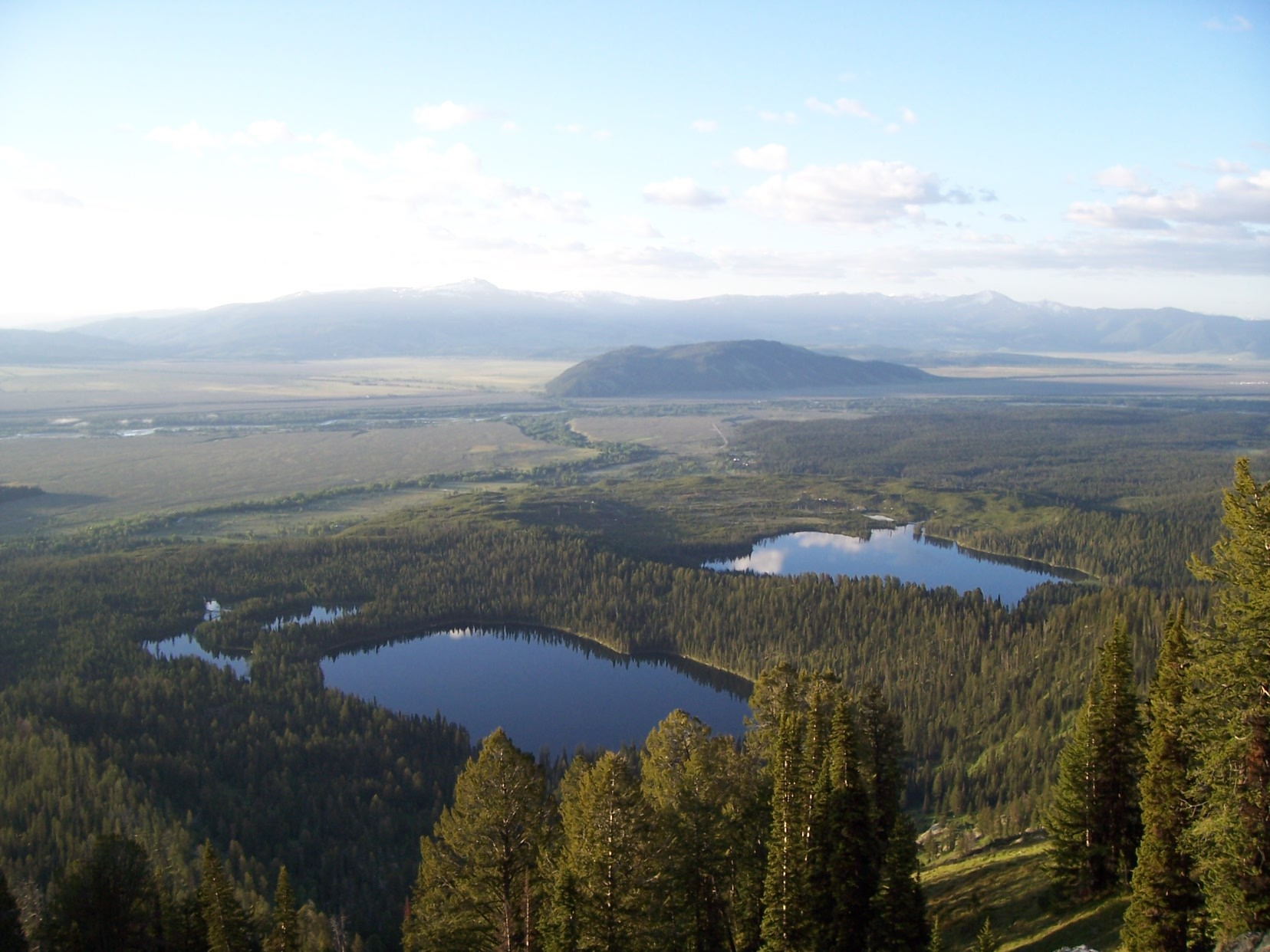
Озёра Брэдли (слева) и Таггарт (справа)
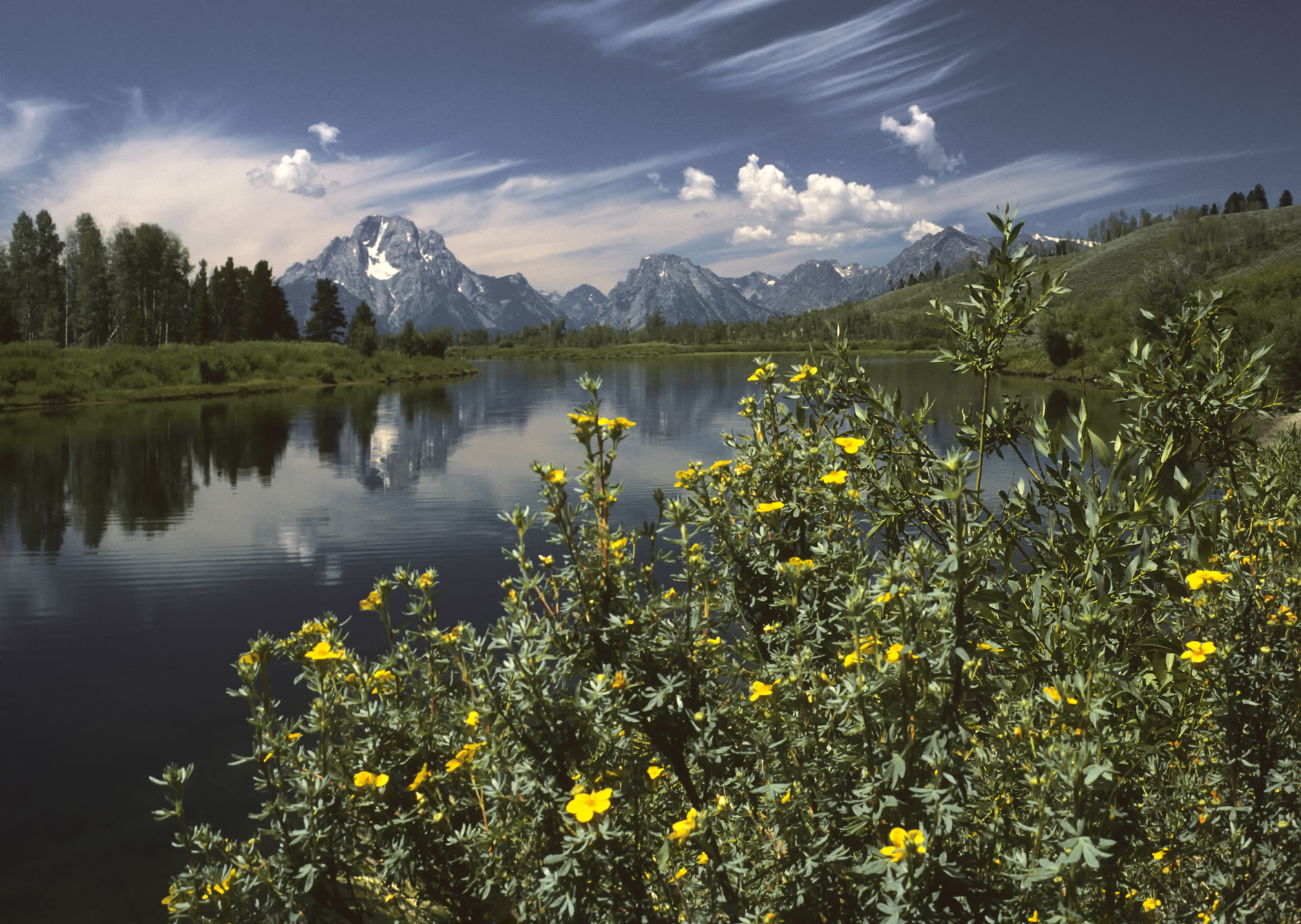
Река Снейк в национальном парке Гранд-Титон
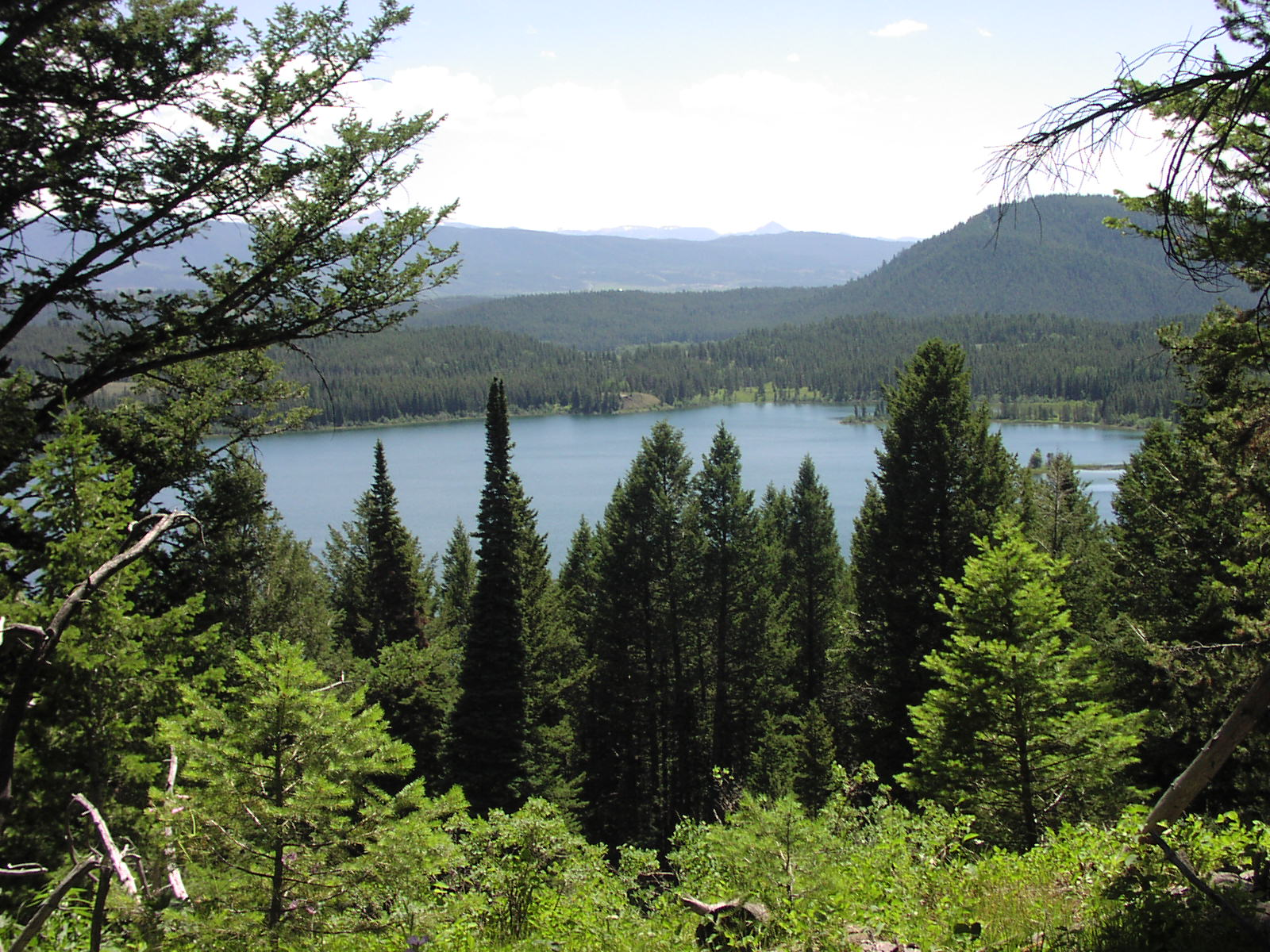
Озеро Эмма-Матильда

### Ледники
Современные особенности рельефа хребта Титон были сформированы ледником. Начиная с периода 250 000—150 000 лет назад Титон испытал несколько периодов оледенения, когда некоторые участки долины Джексон-Хоул были покрыты ледником, толщина которого составляла более 600 м. Оледенения не имеют какого либо отношения к поднятию местности и целиком являются следствием глобального похолодания климата, известного как четвертичное оледенение. В ходе последней ледниковой эпохи ледник спускался с плата Йеллоустон на юг и сформировал озеро Джексон, а небольшие отроги ледника, спускаясь с хребта Титон, перенесли большое количество обломочного материала, оставив его у основания гор. Кроме того, очертания каньонов были сглажены от V-образных, сформированных водной эрозией, до U-образных, вырезанных ледником. На сегодняшний день в парке имеется около дюжины ледников, однако все они не являются древними, а были восстановлены в ходе малого ледникового периода 1400—1850 годов н. э. Самым крупным из современных ледников является ледник Титон, длина которого составляет около 1100 м, а ширина — 340 м. Титон является также и самым изученным ледником хребта; в 2005 году исследователи пришли к выводу, что он может полностью растаять в последующие 30-75 лет. К западу от Соборной группы, вблизи перевала Харрикейн, расположен маленький ледник Скулрум, который, несмотря на свои незначительные размеры, имеет все черты, свойственные ледникам, включая морены и крошечное приледниковое озеро.

### Климат
Климат парка характеризуется как семиаридный. Наиболее влажные месяцы — с ноября по январь, когда осадки выпадают преимущественно в виде снега. В среднем, в горах парка выпадает около 11 000 мм твердых осадков в год, а в долине — около 4900 мм. Средняя дневная температура января составляет −3 °C; средняя ночная: −17 °C. В июле средняя дневная температура составляет 27 °C, а ночная: 5 °C. Самая высокая когда-либо зафиксированная температура составляет 34 °C, а самая низкая: −54 °C. Летом, начиная с уровня долины, температура в горах понижается в среднем на 1 °C на каждые 300 м; таким образом, высокогорные перевалы могут оставаться под снегом до середины июля. Летом в горах парка часты грозы; в то же время, на территории парка никогда не фиксировались торнадо. Торнадо Титон-Йеллоустон категории F4 1987 года затронуло только северо-восточную оконечность парка, пройдя по соседним территориям.

## Экология

### Флора

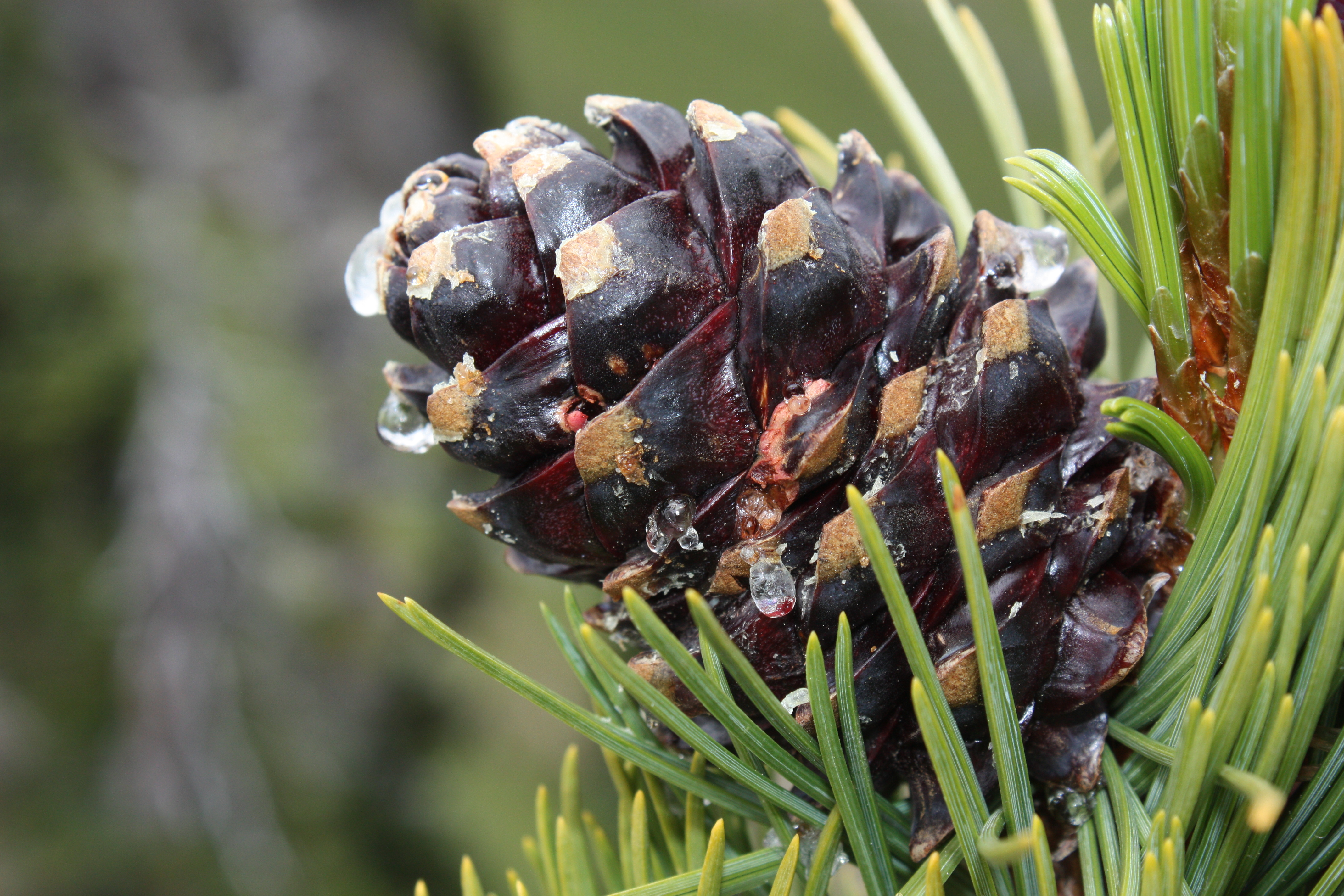
Семена белокорой сосны являются важным источником питания для многих видов

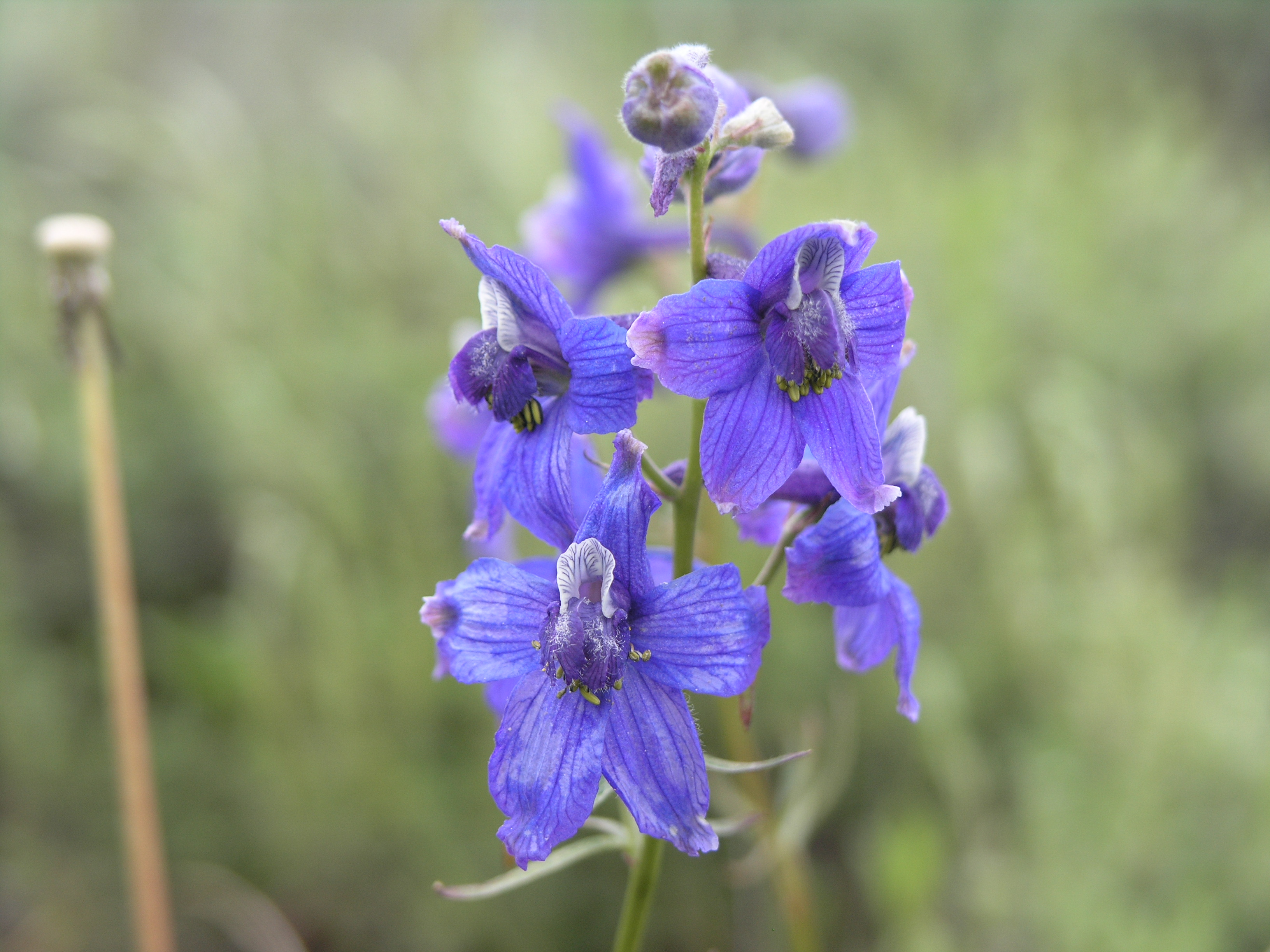
В парке Транд-Титон произрастают сотни видов травянистых растений и полевых цветов

В парке Гранд-Титон и прилегающих территориях произрастают более 1000 видов сосудистых растений. Имея перепад высот более 2100 м, национальный парк расположен в нескольких природных зонах, в том числе: альпийские луга, субальпийский пояс Скалистых гор с преобладанием елово-пихтовых лесов, а также дно долины, где произрастают смешанные и широколиственные леса. Кроме того, вблизи некоторых озёр и вдоль рек имеются водно-болотные угодья с характерной для них растительностью. Непосредственное воздействие на преобладание типа растительности в том или ином месте оказывают помимо всего также высота над уровнем моря, тип почвы, лесные пожары, сход лавин и воздействие человека. Местности, где природные зоны перекрывают друг друга, являются примерами экотонов.
Главным фактором, обусловливающим тип растительности, безусловно, является перепад высот. Выше границы леса, которая проходит в данном регионе на высоте около 3000 м, распространены альпийские луга. В этой местности лишённой деревьев произрастают сотни видов травянистых растений, мхов и лишайников. Субальпийский пояс простирается от границы леса до подножья гор, преобладающими видами деревьев здесь являются белокорая сосна, мягкая сосна, субальпийская пихта и ель Энгельмана. На дне долины преобладает сосна скрученная широкохвойная; наиболее засушливые районы занимают сизая псевдотсуга и голубая ель, а районы вблизи рек, озёр и болот занимают осина, тополь, ольха и ива. Имеются также районы с травянистой растительностью, где произрастает более 100 видов трав и полевых цветов.
Несмотря на то, что флора парка находится в почти нетронутом состоянии, такие виды деревьев как белокорая сосна и мягкая сосна находятся в степени риска. Дело в том, что инвазивный гриб Cronartium ribicola ослабляет деревья, делая их менее защищёнными от разрушения со стороны лубоеда дендроктона (Dendroctonus ponderosae). Белокорая сосна наиболее распространена на высоте более 2400 м; её шишки являются важным источником пищи для многих видов животных, в том числе медведей гризли, обыкновенной белки и американской кедровки. Распространённость пузырчатой ржавчины, распространителем которой и является гриб Cronartium ribicola, в Гранд-Титон ниже, чем в некоторых соседних регионах, например, таких как парк Глейшер, но она всё же несколько выше, чем в национальном парке Йеллоустон. Несмотря на типичную для национальных парков США практику невмешательства в природу, распространение болезни заставило несколько правительственных организаций заняться защитой деревьев.

### Фауна

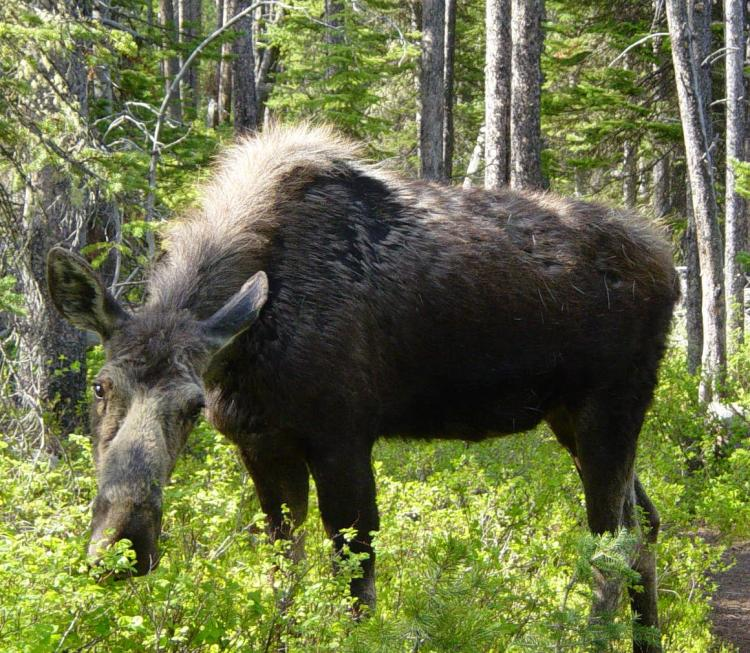
Лось в парке Гранд-Титон, недалеко от озера Лейгх

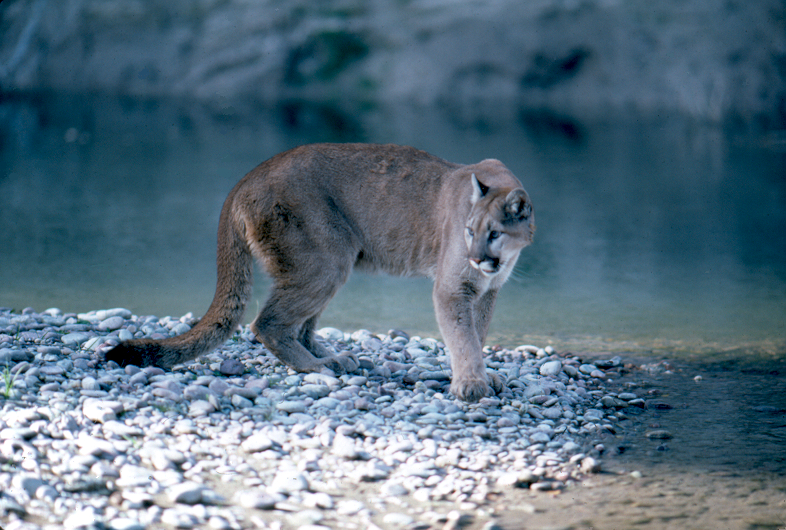
Пума у ручья в парке Гранд-Титон

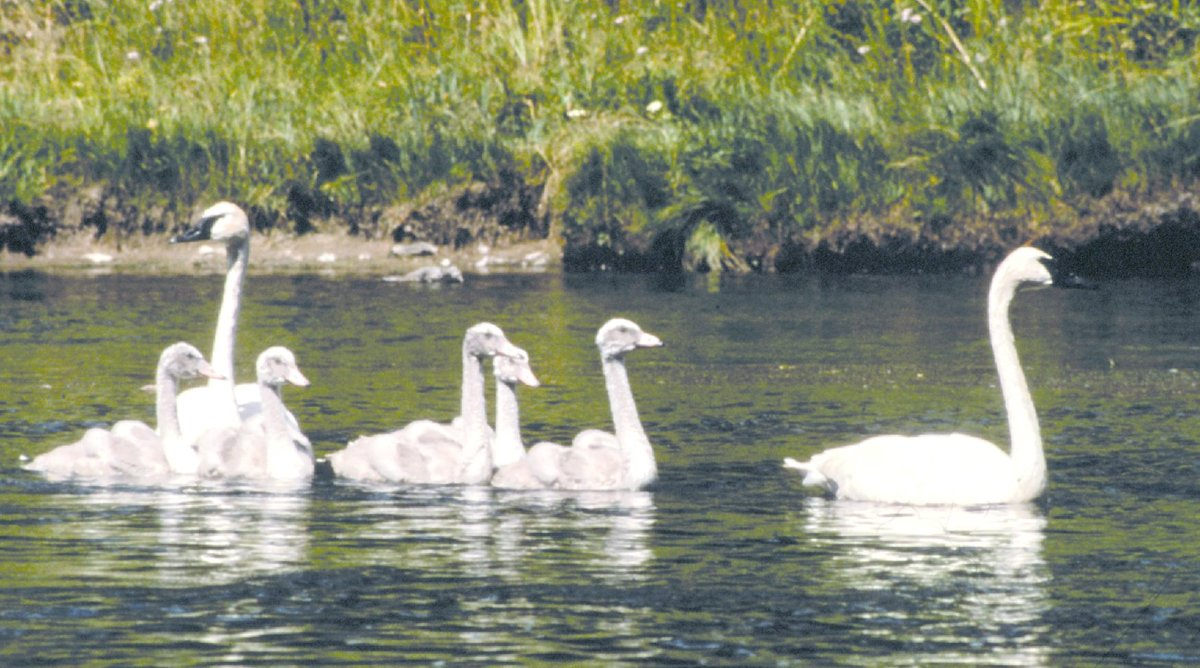
Лебеди-трубачи в парке Гранд-Титон

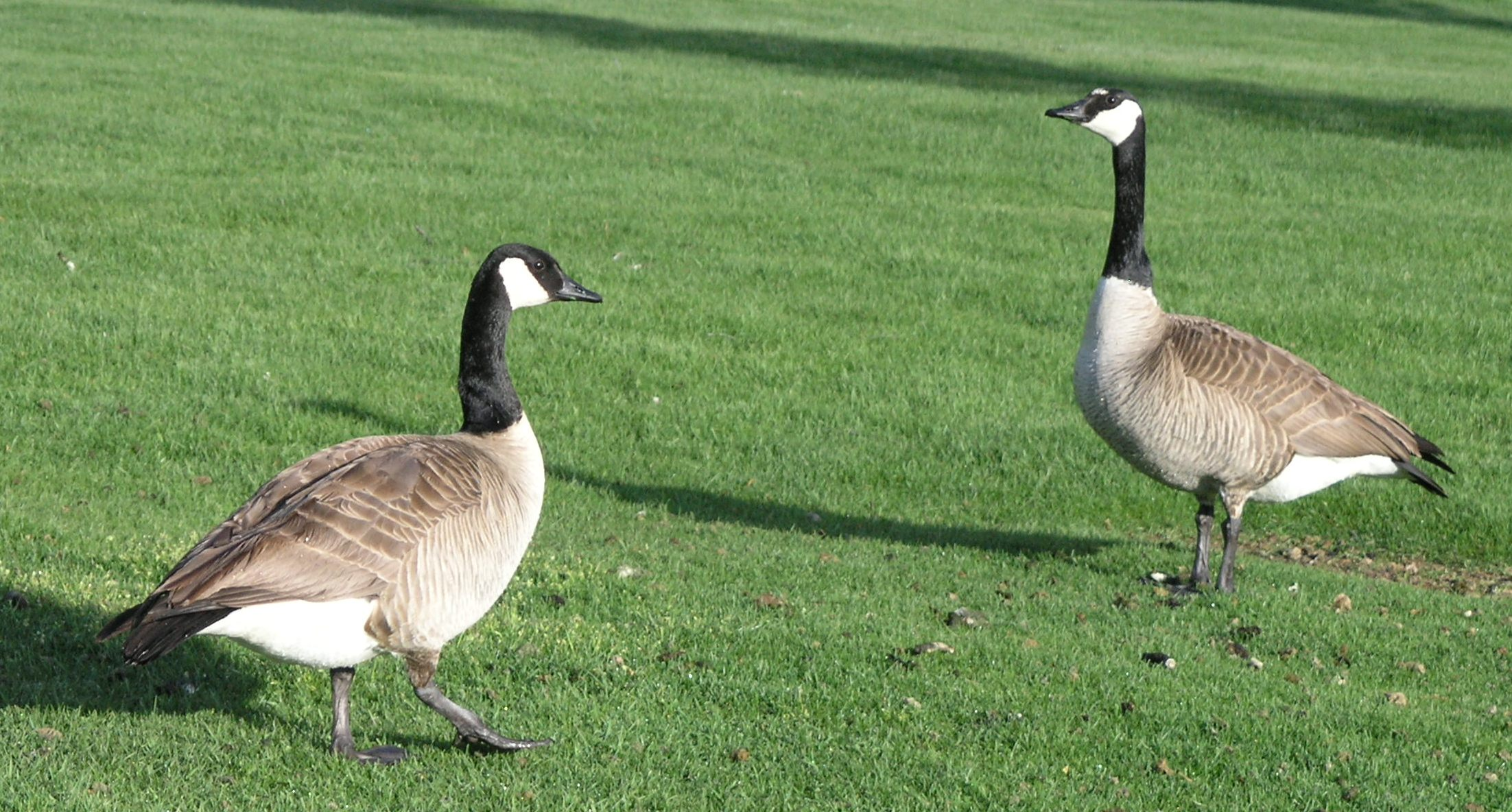
Казарки в лосином заповеднике близ парка

На территории парка Гранд-Титон встречается 61 вид млекопитающих. Они включают волка, который был полностью истреблён в регионе к началу 1990-х годов, но мигрировал из парка Йеллоустон после восстановления там популяции. После восстановления популяции волков на территории парка стали обитать все коренные виды млекопитающих, свойственные для данной местности. Помимо волков в парке обитает ещё 17 видов хищников, в том числе медведь гризли и более распространённый в этих местах барибал. Наиболее типичные виды хищников включают также койота, канадскую выдру, американскую куницу и американского барсука; менее распространены пума, канадская рысь и росомаха. Грызуны включают желтобрюхого сурка, малого бурундука, ондатру, бобра, американскую пищуху, американского беляка и североамериканского дикобраза. Имеются 6 видов летучих мышей. Из крупных млекопитающих можно отметить лося, который обитает здесь в огромных количествах. Лосей довольно легко увидеть в любое время года, а особенно легко — весной и осенью. Другие копытные включают бизона и вилорога — самое быстрое млекопитающее в западном полушарии, которое, как и лоси, широко распространённое по всей долине Джексон-Хоул и часто встречается близ рек и озёр. В высокогорных и скалистых районах парка обитает 100—125 толсторогов.
В парке обитает более 300 видов птиц, включая самую маленькую птицу Северной Америки — колибри-каллиопа и крупнейшую водоплавающую птицу континента — лебедя-трубача. Кроме лебедя трубача встречаются ещё 30 видов водоплавающих птиц, в том числе голубокрылый чирок, большой крохаль, американская свиязь и каменушка. Встречаются такие хищные виды как белоголовый орлан, беркут, скопа, краснохвостый сарыч, воробьиная пустельга и сапсан. Из 14 обитающих здесь видов совиных наиболее распространён виргинский филин, встречаются также мохноногий сыч и бородатая неясыть. Имеются десятки видов дятлов, ржанок, чаек и певчих птиц. На травянистых равнинах долины Джексон-Хоул водятся шалфейный тетерев, овсянка Бревера и пересмешник Oreoscoptes montanus, тогда как для увлажнённых мест типичны большая голубая цапля, американский белый пеликан, канадский журавль, встречается также находящийся под угрозой исчезновения американский журавль.
В парке Гранд-Титон водятся 4 вида пресмыкающихся: 3 вида змей, среди которых подвязочный уж и резиновая змея, а также 1 вид ящериц — заборная игуана Sceloporus graciosus, которая была здесь обнаружена только в 1992 году. Все эти виды не ядовиты. В парке встречается 6 видов амфибий, среди которых пятнистая лягушка (Rana luteiventris), Pseudacris maculate, тигровая амбистома, западноамериканская жаба (Bufo boreas boreas) и леопардовая лягушка. Шестой вид амфибий, лягушка-бык, не является местным. В парке встречаются, по меньшей мере, 10 000 видов насекомых, которые участвуют в опылении растений, служат пищей для птиц, рыб, млекопитающих и других животных, а также участвуют в процессе гниения растительного материала. Одним из примеров важности насекомых для экосистемы являются моли Euxoa auxiliaris, которые после спаривания погибают в огромных количествах и обеспечивают медведей и других хищников пищей, богатой жирами и белками. Исследования показывают, что когда моли особенно много, медведи потребляют до 40 000 особей в день, что соответствует ценности 20 000 ккал/день.
Гранд-Титон — единственный национальный парк США, разрешающий охоту на животных, но лишь если эти животные — лоси. Данное положение было включено в закон парка ещё при его объединении с национальным памятником природы Джексон-Хоул в 1950 году. Хотя некоторые парки Аляски разрешают охоту для коренного населения, а несколько других парков иногда устанавливают районы, где охота разрешена с целью регулирования численности видов, политика Гранд-Титон всё же является довольно уникальной. Лосиная охота в парке строго регулируется и разрешена только к востоку от реки Снейк, а к северу от города Моран — только к востоку от трассы № 89. Сторонники лосиной охоты утверждают, что мера является вынужденной, так как без отстрела стадо лосей будет увеличиваться, что скажется на растительности, которая пострадает от перевыпаса. Оппоненты утверждают, что в парке возросло количество хищников, а оленья охота является совершенно ненужной и потенциально опасной, особенно после того, как такие хищники как волки и гризли привыкли к поеданию остатков туш, оставшихся после охоты.

### Лесные пожары
Лесные пожары имеют важное экологическое значение для разнообразия растений и животных. Многие виды деревьев дают новые побеги преимущественно после пожаров. Части парка, где лесные пожары имели место в исторические времена, отличаются большим биологическим разнообразием, чем районы, где пожаров не было. Хотя Йеллоустонский пожар 1988 года нанёс парку Гранд-Титон незначительный ущерб, исследования, проведённые до и после пожара, показали, что борьба с естественными лесными пожарами начиная с середины XX века негативно сказалась на биологическом разнообразии и естественной регенерации растительных сообществ. Исследования, проведённые за 15 лет до Йеллоустонского пожара 1988 года, показали, что ликвидация пожаров человеком особенно негативно влияет на осиновые рощи, а также на некоторые другие типы леса. Большинство хвойных видов также довольно сильно зависят от лесных пожаров, особенно — широкохвойная скрученная сосна. В то же время, слишком высокая температура и верховые пожары уничтожают семена сосны, тогда как низовые пожары лишь способствуют регенерации. В связи с лучшим пониманием роли лесных пожаров для окружающей среды, служба национальных парков и другие агентства разработали план, который обеспечивает стратегии управления лесными пожарами с минимальными последствиями для естественных экосистем.

### Качество воды и воздуха
Парк Гранд-Титон находится на расстоянии более 160 км от ближайших крупных городов и промышленных предприятий, таким образом, влияние человека на окружающую среду региона можно считать минимальным. Тем не менее, уровень аммиака и азота в воздухе слегка повышен, что объясняется осаждением дождя и снега из сельскохозяйственных регионов. Наблюдается также небольшое превышение уровня ртути и пестицидов в снеге и воде горных озёр. В 2011 году национальный парк Гранд-Титон в партнёрстве с другими агентствами создал первую на территории парка станцию мониторинга качества воздуха. Станция предназначена для обнаружения различных загрязнителей воздуха, а также для проверки уровня озона и изучения погоды.
Исследования качества воды озёр Джексон, Дженни и Таггарт, проводимые в 2005 году, показали, что во всех трёх озёрах вода является чистой, хотя показатели несколько отличались. Из перечисленных озёр только на озере Таггарт запрещено использование моторных лодок. Исследования, проводимые в 2002 году, показали, что река Снейк на территории парка имеет лучшее качество воды, чем любая другая речная система в штате Вайоминг, имея наименьший уровень антропогенных загрязнителей.

## Туризм

### Кемпинги и пешеходные маршруты
В парке Гранд-Титон располагаются 5 кемпингов, куда можно подъехать на автомобиле. Крупнейшие из них, Колтер-Бей и Грос-Вентр, включают каждый по 350 участков для отдыха, способные вместить даже большие дома на колёсах. Кемпинги Лизард-Крик и Сигнал-Маунтин имеют 60 и 86 участков соответственно, а самый маленький кемпинг, Дженни-Лейк, имеет только 49 участков. Все эти кемпинги открыты с поздней весны до поздней осени; зимний кемпинг можно посетить в Колтер-Бей, недалеко от информационного центра. Все части парка, куда можно попасть только пешком или верхом (backcountry campsites), доступны только по разрешению, но разбивка лагеря в большинстве этих мест разрешена на протяжении всего года. В backcountry campsites запрещено разводить огонь, а вся еда посетителей должна храниться в особых противомедвежьих пищевых контейнерах, одобренных для использования в парке. Разрешено также использование медвежьего распылителя для отпугивания агрессивных медведей.
В парке насчитывается 320 км пешеходных троп различного уровня сложности. Наиболее простые маршруты целиком проходят по долине, где перепад высот незначителен. Примером такого маршрута, расположенного в непосредственной близости от Колтер-Бей, является Хермитейж-Пойнт, длина которого составляет 15,1 км. Несколько троп связывают Хермитейж-Пойнт с маршрутами Эмма-Матильда-Лейк и Ту-Оушин-Лейк, которые также считаются простыми. Простыми являются также маршрут Вэлли, который идёт от озера Траппер до южной границы парка, а также маршрут Дженни-Лейк, который проходит вокруг одноимённого озера. Сложность маршрутов зависит больше от перепада высот, чем от расстояния. На маршрутах Паинтбраш-Каньон, Аляска-Басин и Гарнет-Каньон перепад высот составляет более 1200 м. Использование лошадей и вьючных животных разрешено почти на всех маршрутах. Использование велосипедов ограничено автомобильными дорогами; некоторые дороги были расширены специально для того, чтобы обеспечить безопасность велосипедистов.

### Информационные центры

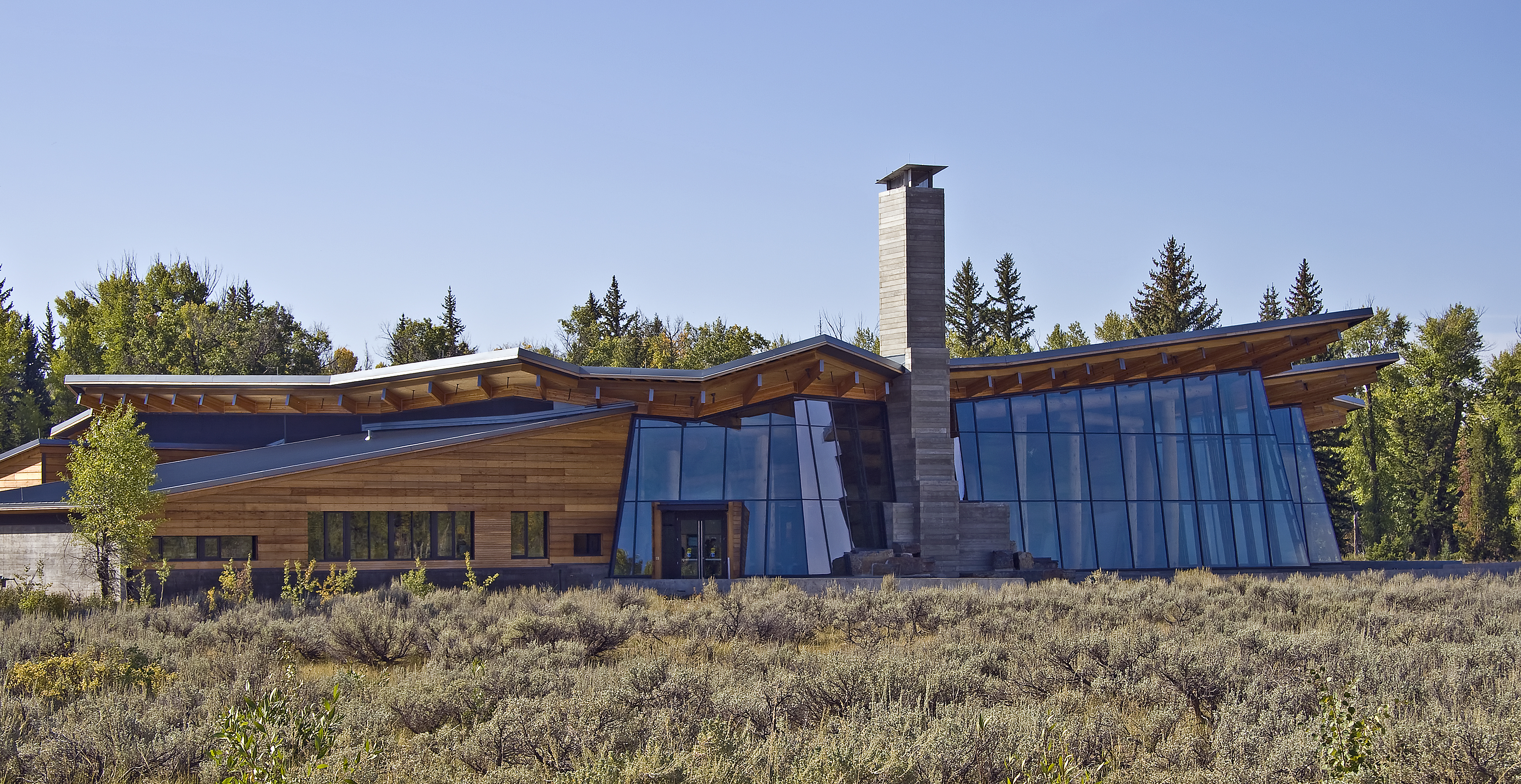
Информационный центр Крейг-Томас

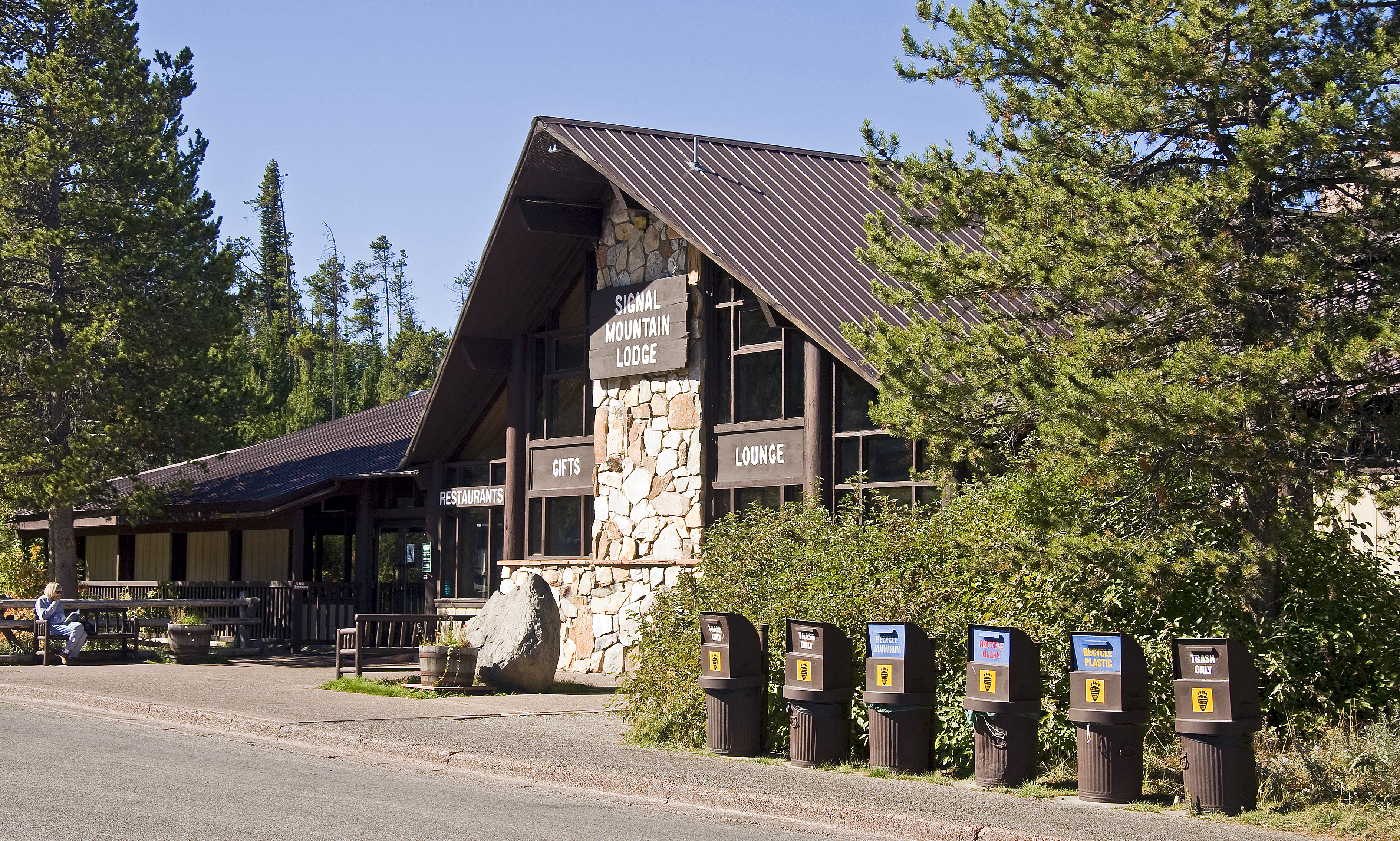
Гостевой комплекс Сигнал-Маунтин

Информационный центр Крейг-Томас был открыт в 2007 году близ здания администрации парка в деревне Мус. Центр был построен за счёт государственных грантов и частных пожертвований и на сегодняшний день открыт круглый год. К северу от деревни Колтер-Бей, на берегу озера Джексон, располагается центр Колтер-Бей и музей индейского искусства, которые открыты с начала мая по начало октября. В музее индейского искусства, начиная с 1972 года, располагается экспозиция Дэвида Т. Вернона. Информационный центр был построен в 1956 году и в 2005 году его состояние было признано не достаточно удовлетворительным для хранения коллекции предметов индейского искусства. Реконструкция производилась зимой 2011-12 годов, а с открытием центра в мае 2012 года часть экспозиции уже была доступна для посетителей. К югу от Мус, на дороге Мус-Уильсон, расположен центр Лоренс С. Рокфеллер, который находится на берегу озера Фелпс. Данный гостевой центр располагается в бывшем ранчо семейства Рокфеллеров. На берегу озера Дженни имеется центр Дженни-Лейк, открытый для посетителей с середины мая до середины сентября.

### Гостевые комплексы
Жильё посетителям на территории парка предлагают несколько организаций, заключивших контракт с его администрацией и располагающих гостевыми комплексами. Крупнейшим гостевым комплексом является Джексон-Лейк, расположенный недалеко от плотины Джексон-Лейк и предоставляющий посетителям 385 номеров, конференц-залы, магазин и ресторан. Той же компанией управляются комплексы Дженни-Лейк и Колтер-Бей, которые также предлагают несколько номеров, рестораны и некоторые другие виды услуг. К югу от плотины Джексон-Лейк находится гостевой комплекс Сигнал-Маунтин, управляемый организацией Forever Resorts и предоставляющий номера, ресторан, АЗС и пристань.. Американский клуб альпинистов имеет в парке хостел, расположенный на ранчо Гранд Титон Кламбер. Кроме вышеперечисленных комплексов, жильё посетителям парка предлагают некоторые частные строения.